# Atif Sidqi

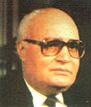
Atif Sidqi

Atif Muhammad Nagib Sidqi (* 29. August 1930 in Tanta; † 25. Februar 2005 in Kairo; arabisch عاطف محمد نجيب صدقي, DMG ʿĀtif Muḥammad Nagīb Sidqī) war ein ägyptischer Politiker. Von 1986 bis 1996 war er Ministerpräsident seines Landes.

## Leben
Atif Sidqi war ausgebildeter Anwalt und Volkswirt. Er promovierte in Wirtschaftswissenschaften an der Sorbonne. Vor seiner Ernennung war er Leiter des zentralen Rechnungshofs Ägyptens.
Sidqi wurde am 10. November 1986 von Husni Mubarak zum Ministerpräsidenten ernannt. Er folgte Ali Lutfi im Amt. In seiner Regierungszeit setzte er nicht ohne gelegentliche Kritik die vom Internationalen Währungsfonds vorgeschlagenen Reformen um. Am 25. November 1993 überlebte er in Kairo einen Anschlag der militanten islamischen Gruppe al-Dschihad.
Nach über neun Jahren im Amt trat Sidqi am 2. Januar 1996 mit seinem gesamten Kabinett zurück. Zwei Tage später wurde sein Nachfolger Kamal El-Ganzouri zum Ministerpräsidenten ernannt.
Von einem Oberschenkelhalsbruch, den er 2004 erlitt, erholte sich Sidqi nicht mehr. Er starb am 25. Februar 2005 im Alter von 74 Jahren, kurz nachdem er in ein Kairoer Krankenhaus eingeliefert worden war. Er hinterließ seine aus Deutschland stammende Frau Ursula und zwei gemeinsame Kinder.